# Star Alliance

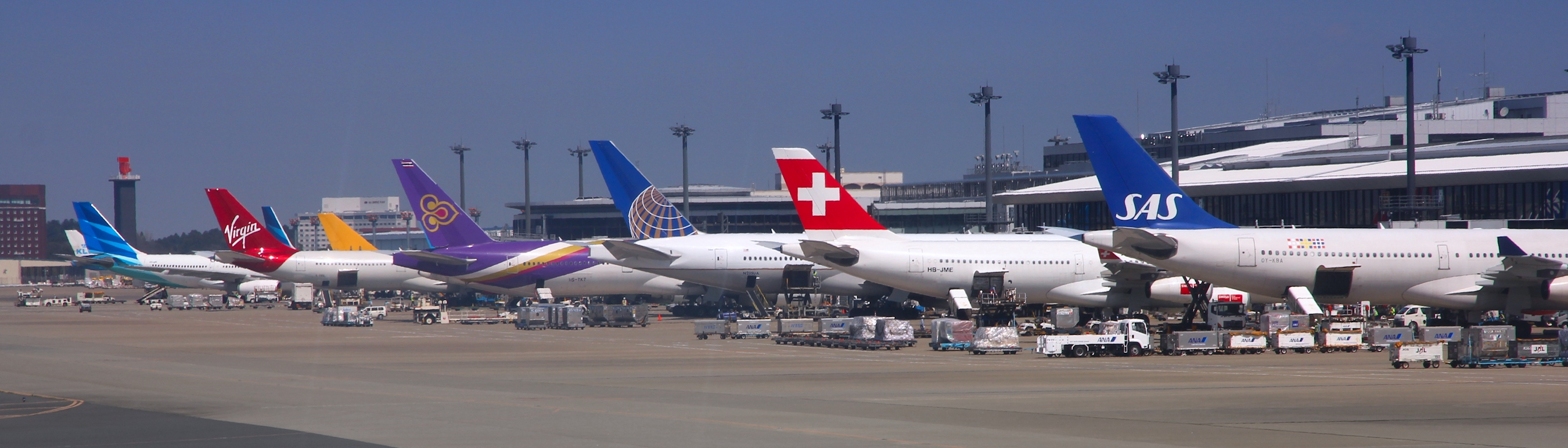
Samoloty trzech linii należących do Star Alliance na lotnisku Tokio Narita: United, Thai, Swiss

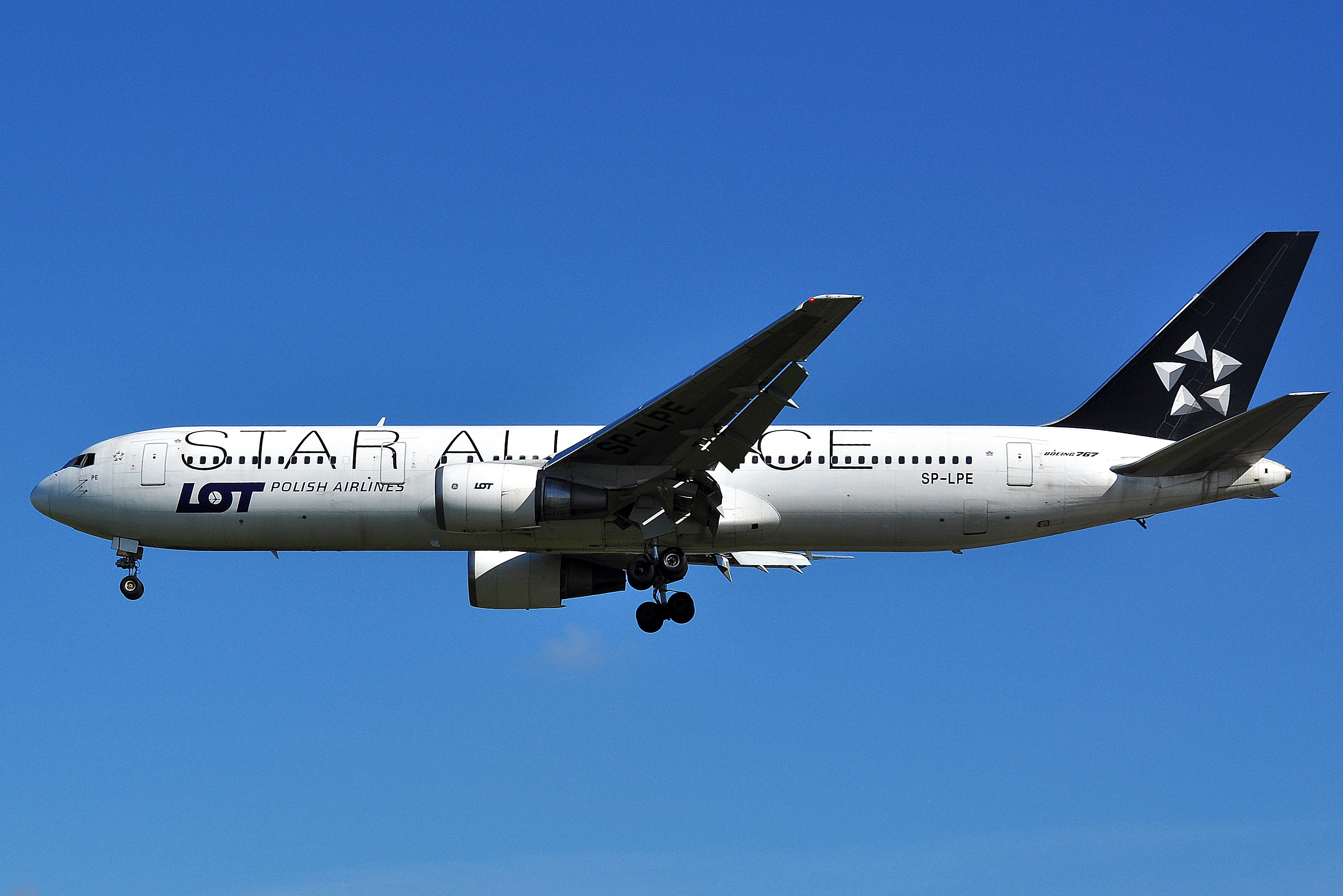
Do sojuszu Star Alliance należą m.in. Polskie Linie Lotnicze LOT

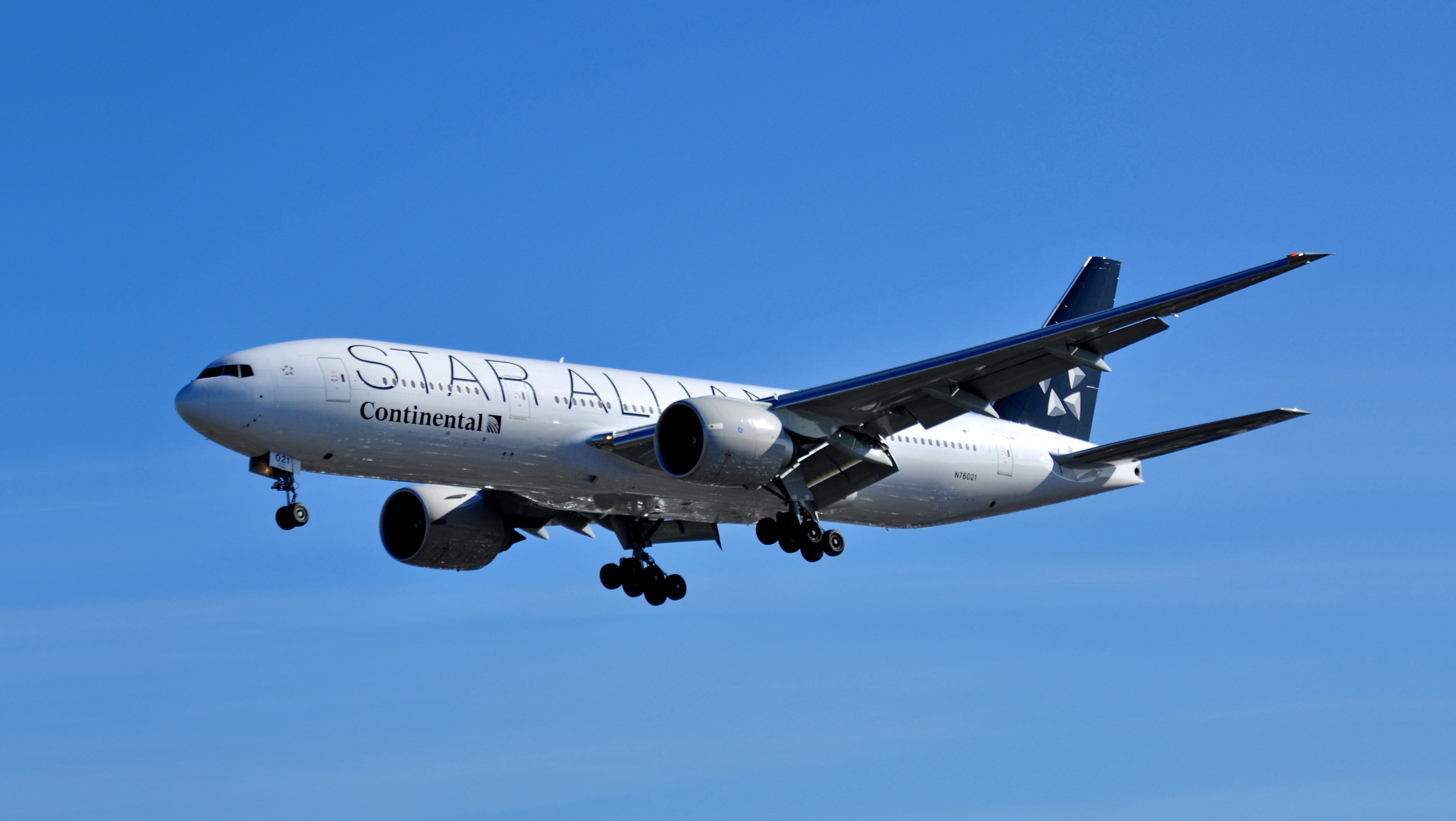
Samolot linii Continental Airlines w barwach Star Alliance

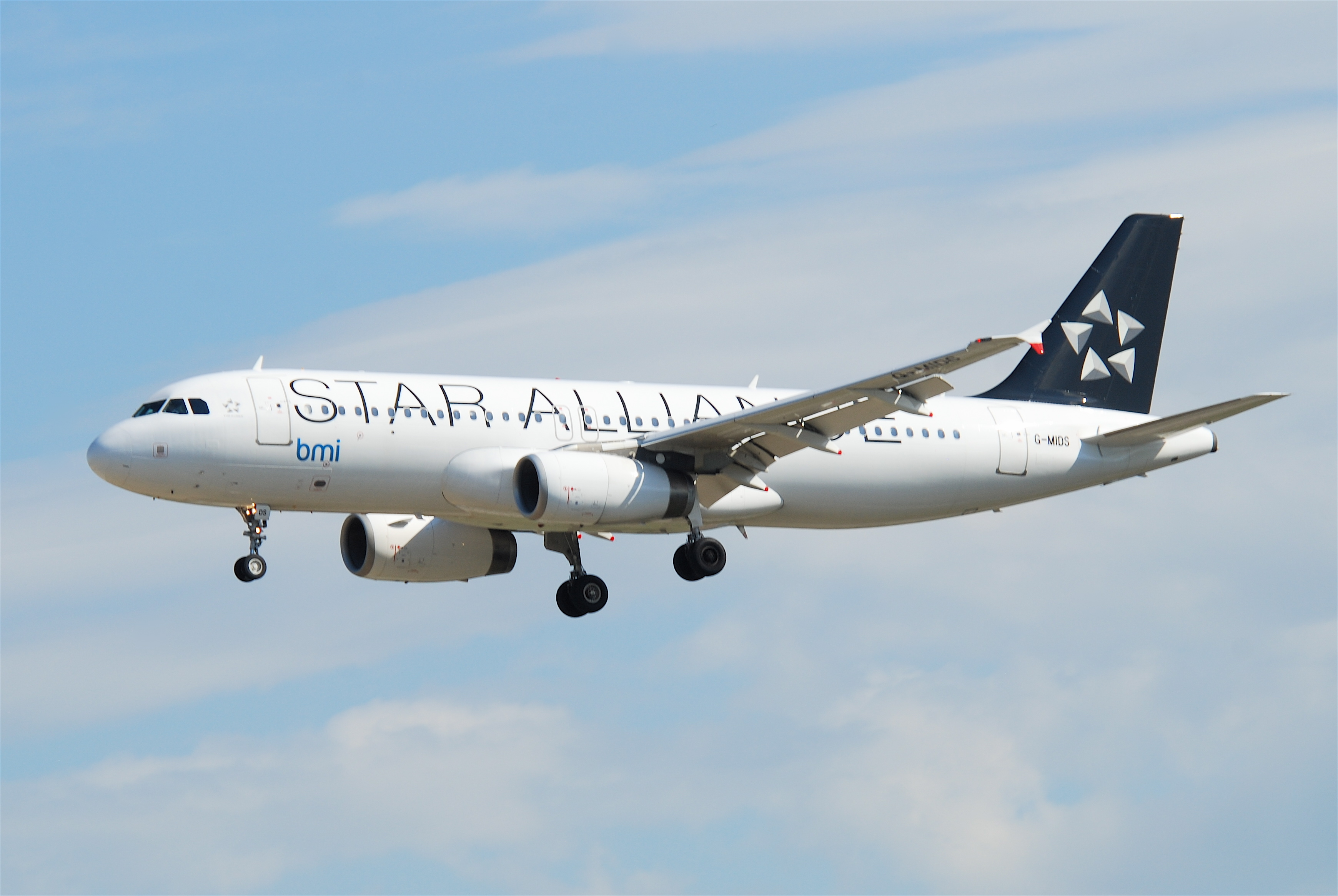
Samolot BMI w barwach Star Alliance

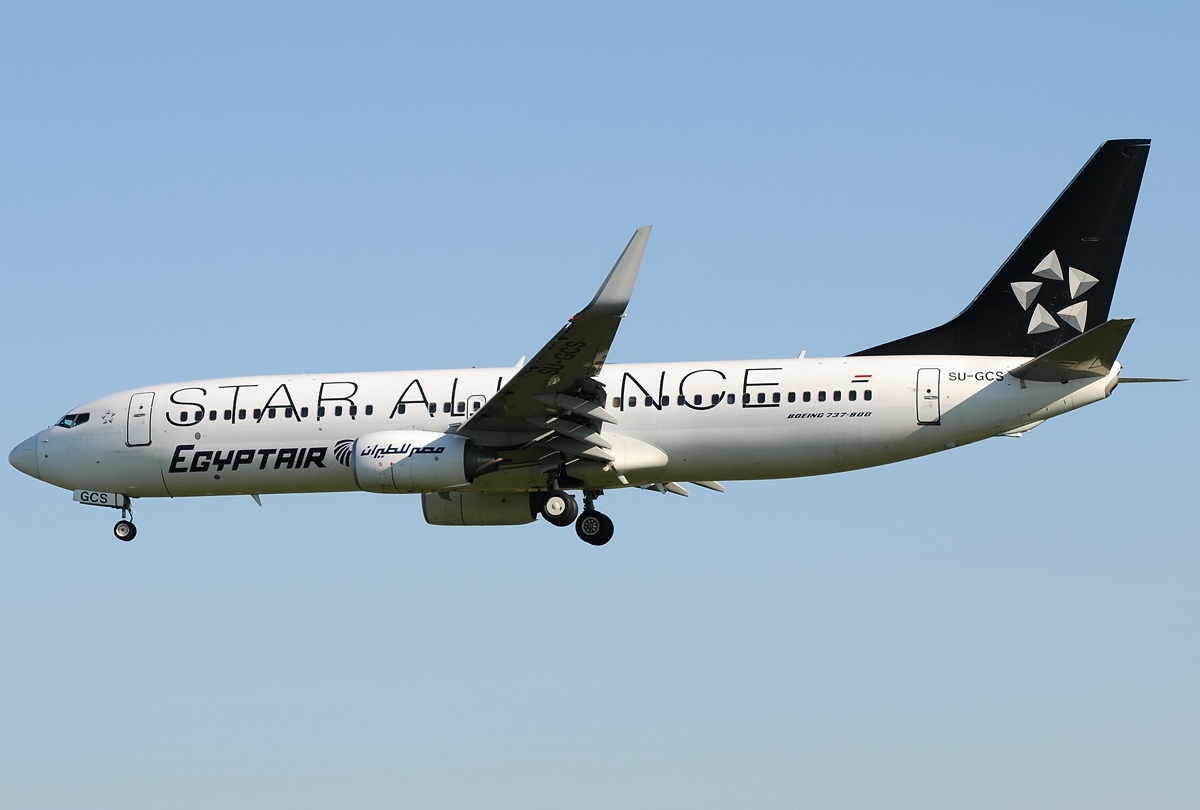
Samolot EgyptAir w barwach Star Alliance

Star Alliance – największy sojusz linii lotniczych na świecie, z siedzibą we Frankfurcie. W jego skład wchodzi 25 linii lotniczych. 

## Historia

### 1997–2000
Sojusz został założony 14 maja 1997 przez pięciu przewoźników: Scandinavian Airlines, Thai Airways International, Air Canada, Lufthansa oraz United Airlines. Był to pierwszy sojusz tego typu na świecie. W październiku tego samego roku do sojuszu dołączył pierwszy przewoźnik z Ameryki Południowej, VARIG Brazilian Airlines (do 2007). 
Pierwsze większe powiększenie nastąpiło w 1999, kiedy to w marcu wstąpiły do sojuszu Ansett Australia (do 2001) i Air New Zealanda w październiku przystąpiła ANA. 
W 2000 Star Alliance otworzył we Frankfurcie swoje centrum biznesowe, a prezesem został Friedel Rödig. W tym samym roku, w marcu sojusz powiększył się o Austrian Airlines wraz z liniami zależnymi Lauda Air i Tyrolean Airways, w kwietniu o Singapore Airlines, a w lipcu o British Midland (do 2012) i Mexicana Airlines (do 2004). 

### 2001–2009
W 2001 nowym prezesem został Jaan Albrecht, a na terenie portu lotniczego w Zurychu został otwarty pierwszy salonik biznesowy pod marką Star Alliance. 
Od 2003 do sojuszu należały Asiana Airlines, Spanair (do 2012) i Polskie Linie Lotnicze LOT, zaś od 2004 US Airways (do 2014), Blue1 (do 2015), Adria Airways (do 2019) i Croatia Airlines. 
W 2006 uruchomiona została strona internetowa Star Alliance, a sojusz powiększył się o SWISS i South African Airways. W grudniu 2007 dołączył największy chiński przewoźnik Air China i Shanghai Airlines (do 2010). 
W latach 2008–2009 do Star Alliance przystąpiły Turkish Airlines, EgyptAir, Continental Airlines (do 2010) i Brussels Airlines. 

### 2010–2019
W 2011 nowym prezesem został Mark Schwab, a do sojuszu przystąpiła największa afrykańska linia lotnicza, Ethiopian Airlines. 
W 2012 sojusz przewiózł 641,10 mln pasażerów, obsługując 1330 portów lotniczych w 192 państwach świata. 

### 2020–2025
W 2021 sojusz otworzył w Singapurze swoją drugą siedzibę główną, gdzie zostały przeniesione biura zarządu oraz powstało centrum innowacji.
W 2022 linie sojuszu obsłużyły 17,4% światowego ruchu lotniczego, wyprzedzając SkyTeam (13,7%) oraz Oneworld (11,9%).
W 2023 na stanowisko prezesa został mianowany Theo Panagiotoulias.
W lipcu 2022 partnerem sojuszu została pierwsza firma spoza branży lotniczej – Deutsche Bahn. W marcu 2025 kolejnym partnerem została austriacka kolej ÖBB.

## Członkowie sojuszu
Według stanu na 2025 do sojuszu Star Alliance należało 25 linii lotniczych:
| Linia lotnicza                | Data dołączenia | Stowarzyszona linia lotnicza                                                             |
| ----------------------------- | --------------- | ---------------------------------------------------------------------------------------- |
| Aegean Airlines               | 30.06.2010      | Olympic Air                                                                              |
| Air Canada                    | 14.05.1997      | Air Canada Express Air Canada Rouge                                                      |
| Air China                     | 12.12.2007      | Air China Inner Mongolia Beijing Airlines Dalian Airlines                                |
| Air India                     | 11.06.2014      | Air India Express                                                                        |
| Air New Zealand               | 03.05.1999      | —                                                                                        |
| All Nippon Airways            | 15.10.1999      | Air Japan ANA Wings                                                                      |
| Asiana Airlines               | 28.03.2003      | —                                                                                        |
| Austrian Airlines             | 26.03.2000      | —                                                                                        |
| Avianca                       | 21.06.2012      | Avianca Costa Rica Avianca Ecuador Avianca El Salvador Avianca Express Avianca Guatemala |
| Brussels Airlines             | 09.12.2009      | —                                                                                        |
| Copa Airlines                 | 21.06.2012      | Copa Airlines Colombia                                                                   |
| Croatia Airlines              | 18.11.2004      | —                                                                                        |
| EgyptAir                      | 11.06.2008      | —                                                                                        |
| Ethiopian Airlines            | 13.12.2011      | —                                                                                        |
| EVA Air                       | 18.06.2013      | UNI Air                                                                                  |
| LOT                           | 26.10.2003      | —                                                                                        |
| Lufthansa                     | 14.05.1997      | Air Dolomiti Lufthansa CityLine Lufthansa City Airlines                                  |
| Shenzhen Airlines             | 29.11.2012      | —                                                                                        |
| Singapore Airlines            | 01.04.2000      | —                                                                                        |
| South African Airways         | 10.04.2006      | —                                                                                        |
| Swiss International Air Lines | 01.04.2006      | Edelweiss Air                                                                            |
| TAP Portugal                  | 14.03.2005      | TAP Express                                                                              |
| Thai Airways International    | 14.05.1997      | —                                                                                        |
| Turkish Airlines              | 01.04.2008      | AJet                                                                                     |
| United Airlines               | 14.05.1997      | United Express                                                                           |

## Byli członkowie
- Ansett Australia – bankructwo w 2001
- Mexicana – opuszczenie sojuszu w 2004 na rzecz Oneworld, bankructwo w 2010
- Varig – bankructwo w 2007
- Shanghai Airlines – przejęcie przez China Eastern Airlines, członka SkyTeam w 2010
- Blue1 – przejęcie przez SAS Group w 2012
- BMI – przejęcie przez British Airways, członka Oneworld w 2012
- Continental Airlines – marka przestała istnieć po fuzji z United Airlines w 2012
- Spanair – bankructwo w 2012
- TACA – przejęcie przez Avianca w 2013
- TAM Airlines – przejście do Oneworld w 2014
- US Airways – przejęcie przez American Airlines, członka Oneworld w 2014
- Adria Airways – bankructwo w 2019
- SAS – częściowe przejęcie przez Air France-KLM, następnie przejście do SkyTeam w 2024

## Linie ubiegające się o członkostwo
- Air Premia – w 2024 linia wyraziła chęć dołączenia do sojuszu, po przejęciu Asiana Airlines przez Korean Air (SkyTeam)[10]
- ITA Airways – przejście ze SkyTeam do Star Alliance zaplanowane na 2026, w związku z przejęciem przez Lufthansę w 2025[11]
- T'way Air – w 2024 linia wyraziła chęć dołączenia do sojuszu, po przejęciu Asiana Airlines przez Korean Air (SkyTeam)